# 殉教者の声
殉教者の声（じゅんきょうしゃのこえ、英称：Voice of Martyrs）は対北放送の一つ。

## 概説
プロテスタント宣教を目的とする対北放送（宗教放送）である。米国に本部があり、世界各地に支部がある非営利団体「殉教者の声」の韓国支部が番組を制作している。信教の自由が制限されている北朝鮮や中国に向けて放送している。放送言語は朝鮮語、中国語のみである。

## 周波数
| 放送時間（KST、CST）     | 周波数（短波）    |
| ------------------------ | ----------------- |
| 21:00-21:30              | 15580kHz          |
| 22:30-23:00              | 9930kHz           |
| 00:30-01:00              | 7530kHz           |
| 04:00-04:30              | 7490kHz           |
| 06:00-06:30              | 7540kHz           |
| 00:00-00:30、06:00-06:30 | 7625kHz（中国語） |

※韓国標準時＝UTC+9、中国標準時＝UTC+8
- 周波数は2025年4月現在。